# 1941年のスポーツ

## できごと
- 3月1日 - 文部省、国民学校令を公布し、従来の体操科を体錬科と改称。
- 3月10日 - 日本体育専門学校（日本体育大学の前身）設立認可。
- 3月29日 - 東京高等体育学校設立。
- 4月9日 - 米プロゴルフ協会、ゴルフ殿堂の設立を発表。
- 6月13日 - 大相撲の羽黒山政司、横綱免許。
- 7月13日 - 関特演にともなう交通制限により、明治神宮国民体育大会以外の全国的大会中止。
- 10月26日 - セントライトが京都農林省賞典（のちの菊花賞）を制し、日本競馬史上初の三冠馬となる。

## 総合競技大会
- 第11回明治神宮国民体育大会（冬季 - 2月4日～9日）
- 第12回明治神宮国民体育大会（夏季 - 9月22日～23日、秋季 - 10月31日～11月3日）

## アイスホッケー
- スタンレーカップ決勝（1940-1941シーズン）
ボストン・ブルーインズ （4勝0敗） デトロイト・レッドウィングス

## アメリカンフットボール
- NFLチャンピオンシップゲーム
シカゴ・ベアーズ（西） 37-9 ニューヨーク・ジャイアンツ（東）

## 大相撲
幕内最高優勝
- 春（1月10日初日、両国国技館）:西横綱 双葉山定次（14勝1敗）
- 夏（5月9日初日、両国国技館）:西大関 羽黒山政司（14勝1敗）

優勝旗手
- 春:東前頭筆頭 笠置山勝一（10勝5敗）
- 夏:西関脇 照國万蔵（13勝2敗）

十両優勝
- 春:双見山又五郎（13勝2敗）
- 夏:輝昇勝彦（14勝1敗）

## ゴルフ

### 世界4大大会（男子）
- マスターズ優勝者：クレイグ・ウッド（英語版）（アメリカ）
- 全米オープン優勝者：クレイグ・ウッド（英語版）（アメリカ）
- 全米プロゴルフ優勝者：ビック・ゲッジ（アメリカ）

第2次世界大戦の影響により、全米オープンが1941年度の大会で中断される。全英オープンは1940年から開催中止となっていた。

## テニス

### グランドスラム
- 全米選手権　男子単優勝：ボビー・リッグス（アメリカ）、女子単優勝：サラ・ポールフリー・クック（アメリカ）

戦時中の1945年まで他の4大大会は中断され、1940年まで開かれていた全豪選手権もついに開催中止となる。全米選手権だけは戦時中も途切れることなく開かれた。

## 野球

### 日本

#### プロ野球
- 優勝:東京巨人軍　62勝22敗
  - 個人タイトル
    - 最優秀選手　　　川上哲治（東京巨人軍）　　　
    - 首位打者　　　　川上哲治（東京巨人軍）　．310
    - 本塁打王　　　　服部受弘（名古屋軍）　8本
    - 打点王　　　　　川上哲治（東京巨人軍）　57点
    - 最多安打　　　　川上哲治（東京巨人軍）　105本
    - 最多盗塁　　　　坪内道則（朝日軍）26個
    - 最優秀防御率　　野口二郎（大洋軍）0.88
    - 最多勝利　　　　森弘太郎（阪急軍）　30勝
    - 最多奪三振　　　中尾輝三（東京巨人軍）　179個
    - 最高勝率　　　　須田博（東京巨人軍）　．833

#### 東京大学野球
- 9月11日 - 文部省の意向により土曜開催禁止、日曜・祭日のみの開催となる。
  - 春 - 法大が7勝2敗1分で優勝。
  - 秋 - 早大が4勝1敗で優勝。

#### 中等野球
- 第18回全国選抜中等学校野球大会決勝（阪神甲子園球場・3月28日）
東邦商業（愛知県） 5-2 一宮中学（愛知県）
- 第27回全国中等学校優勝野球大会中止（関特演にともなう軍隊輸送のため）。

### アメリカ大リーグ
- ワールドシリーズ
ニューヨーク・ヤンキース（ア・リーグ） （4勝1敗） ブルックリン・ドジャース （ナ・リーグ）

## 誕生
- 1月5日 - チャック・マッキンリー（アメリカ、テニス、+1986年）
- 1月9日 - 龍虎勢朋（東京都、相撲、+2014年）
- 2月11日 - 瀧安治（静岡県、野球、+2003年）
- 2月12日 - 植村直己（兵庫県、冒険家、+1984年）
- 3月20日 - 君原健二（福岡県、陸上競技）
- 4月8日 - 武上四郎（宮崎県、野球、+2002年）
- 4月12日 - ボビー・ムーア（イギリス、サッカー、+1993年）
- 4月14日 - ピート・ローズ（アメリカ、野球）
- 4月27日 - 杉浦藤文（愛知県、野球、+1999年）
- 5月6日 - イビチャ・オシム（ユーゴスラビア、サッカー）
- 6月30日 - ラッシャー木村（北海道、プロレス）
- 7月8日 - 南将之（福岡県、バレーボール、+2000年）
- 7月9日 - 中谷雄英（山口県、柔道）
- 7月17日 - 高木守道（岐阜県、野球）
- 7月31日 - 新治伸治（東京都、野球、+2004年）
- 9月15日 - アルベルト・フローリアーン（ハンガリー、サッカー +2011年）
- 9月25日 - 桜井孝雄（千葉県、ボクシング +2012年）
- 10月18日 - 吉永正人（鹿児島県、競馬、+2006年）
- 10月30日 - 吉田義勝（北海道、レスリング）
- 11月3日 - 佐々木竹見（青森県、競馬）
- 11月3日 - 松本育夫（栃木県、サッカー）
- 11月11日 - ヘルガ・マストホフ（ドイツ、テニス）
- 11月20日 - 清國勝雄（秋田県、相撲）

## 死去
- 1月29日 - マット・マクグラス（アメリカ、陸上競技、*1878年）
- 3月18日 - アンリ・コルネ（フランス、自転車競技、*1884年）
- 4月3日 - 太刀山峯右エ門（富山県、相撲、*1877年）
- 6月2日 - ルー・ゲーリッグ（アメリカ、野球、*1903年）
- 7月17日 - 二階堂トクヨ（宮城県、女子体育、*1880年）
- 10月28日 - 前田光世（青森県、格闘家、*1878年）
- 12月24日 - 大江季雄（京都府、陸上競技、*1914年）